# De Brieven van J.R.R. Tolkien
De Brieven van J.R.R. Tolkien (Oorspronkelijke titel: The Letters of J.R.R. Tolkien) is een selectie van J.R.R. Tolkiens brieven die in 1981 werden gepubliceerd en bewerkt door Tolkiens biograaf Humphrey Carpenter, die geassisteerd werd door Christopher Tolkien. De selectie bevat 354 brieven, daterend tussen oktober 1914, toen Tolkien een undergraduate was in Oxford, en 29 augustus 1973, vier dagen voor zijn dood.

## Categorieën
De brieven kunnen ongeveer als volgt worden ingedeeld:
1. Persoonlijke brieven aan zijn vrouw Edith en zijn zoon Christopher en andere kinderen
2. Brieven over Tolkiens carrière als professor Angelsaksisch
3. Brieven aan zijn uitgevers van Allen & Unwin die uitleg geven over zijn falen in verband met het halen van de streefdatum en aanverwante onderwerpen
4. Brieven over Midden-aarde

Deze laatste categorie is vooral interessant voor Tolkien-fans, want het verschaft veel informatie over Midden-aarde die teruggevonden kan worden in boeken die gepubliceerd zijn door Tolkien zelf.

## Oorlog
Tolkien was verbindingsofficier tijdens de Slag om de Somme en hij vertelde en schreef vaak over zijn afkeer van oorlog, wat de reden voor oorlog voeren ook mag zijn. Dit blijkt uit een groot aantal brieven dat hij schreef tijdens de Tweede Wereldoorlog aan zijn zoon Christopher, die vaak een gevoel van somberheid opwekken. Wat vooral opvalt is zijn reactie ten aanzien van de atoomaanval op Hiroshima, waarin hij verwijst naar de bommenmakers van het Manhattan Project als 'Babelbouwers'.